# Samsung SGH-T100
Samsung SGH-T100 — двухдиапазонный GSM мобильный телефон, выпущенный Samsung в 3-м квартале 2002 года. Это был первый мобильный телефон, в котором использовался TFT матрица; до выпуска SGH-T100 все телефоны использовали технологию пассивной матрицы. К 2003 году было продано более 10 млн. устройств по всему миру.